# Nobuyuki Kawashima
Nobuyuki Kawashima (japanisch 川島 將 Kawashima Nobuyuki; * 4. Februar 1992 in der Präfektur Tokio) ist ein japanischer Fußballspieler.

## Karriere
Kawashima erlernte das Fußballspielen in der Schulmannschaft der Higashikurume Sogo High School und der Universitätsmannschaft der Tokyo International University. Seinen ersten Vertrag unterschrieb er 2014 beim Tochigi Uva FC. 2015 wechselte er zum Zweitligisten Thespakusatsu Gunma. Von Juli 2016 bis Saisonende 2016 wurde er anden Drittligisten Fujieda MYFC ausgeliehen. Nach der Ausleihe wurde er von dem Verein aus Fujieda fest für die Saison 2017 unter Vertrag genommen. Für den Verein absolvierte er insgesamt 43 Ligaspiele. 2018 wechselte er zum Ligakonkurrenten Giravanz Kitakyushu. Für Giravanz stand er 18-mal auf dem Spielfeld. 2019 kehrte er zu seinem ehemaligen Verein Fujieda MYFC zurück. Am Ende der Saison 2022 feierte er mit dem Verein die Vizemeisterschaft und den Aufstieg in die zweite Liga.

## Erfolge
Fujieda MYFC
- Japanischer Drittligavizemeister: 2022  ▲